# Sigrid Smitt
Sigrid Smitt var en svensk ritlärare och målare. Smitt är troligen identisk med den konststuderande fröken Smitt som omnämns av Victor Forssell som vistades på Sicklaön sommaren 1875 för att måla. Efter sin utbildning var hon anställd som ritlärare i Gävle.